# New Riegel
New Riegel è un villaggio degli Stati Uniti d'America, situato nello stato dell'Ohio, nella contea di Seneca.